# Torre di Beyazit

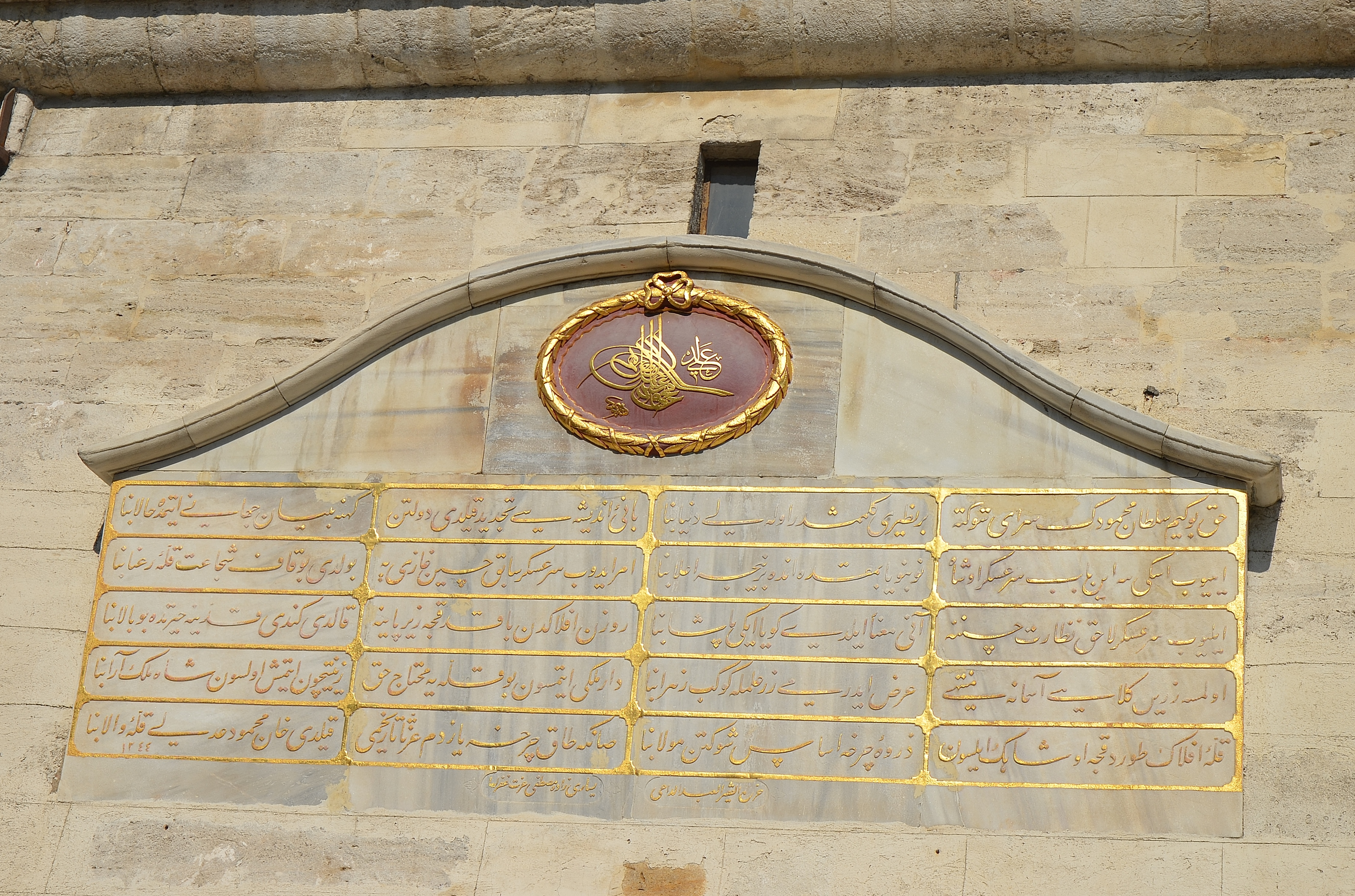
Iscrizione sulla Torre di Beyazit.

La torre di Beyazit, chiamata anche Torre del Seraskier o Torre del Serraschierato, dal nome del ministero della Guerra ottomano, è una torre antincendio, alta 85 metri, situata nel cortile del campus principale dell'Università di Istanbul (ex Ministero della Guerra Ottomano) in piazza Beyazit (conosciuta come Forum Tauri in epoca romana) a Istanbul, Turchia, in cima a uno dei "sette colli" sui quali Costantino il Grande aveva fatto costruire la città, sul modello di Roma.
La costruzione della torre di Beyazit fu ordinata dal sultano ottomano Mahmud II (1808–1839) e progettata da Senekerim Balyan, che la costruì in pietra nel 1828 al posto dell'originale torre di Beyazit in legno, che era stata distrutta da un incendio e costruita in precedenza dal fratello dell'architetto, Krikor Balyan.
Attualmente è dotata di impianto di illuminazione per indicare le condizioni meteorologiche in diversi colori. Il colore rosso significa neve, il blu tempo bello e sereno, il verde pioggia e il giallo nebbia.

## Storia
La prima torre di guardia del fuoco a Beyazit fu costruita in legno nel 1749, ma fu bruciata durante il Grande Incendio di Cibali del 1756. Fu sostituita da un'altra torre di legno, nella stessa posizione, che fu distrutta in seguito ai disordini suscitati dalla decisione del sultano Mahmud II di sopprimere il Corpo dei giannizzeri nel 1826. Lo stesso anno, sul terreno fu eretta un'altra torre di legno, progettata e costruita dall'architetto di palazzo Krikor Balyan, che fu nuovamente data alle fiamme dai giannizzeri. Infine, l'attuale torre, in pietra, fu costruita nel 1828 da Senekerim Balyan in stile barocco ottomano.
La torre in pietra originariamente aveva una terrazza di circa 50 m2 nella parte superiore per la vigilanza antincendio, a cui si accedeva attraverso una scala in legno con 180 gradini. Questa sala di guardia ha 13 finestre con arco a tutto sesto. Inizialmente aveva un tetto in legno a forma di cono. Nel 1849 furono aggiunti, nella parte superiore, tre piani a pianta ottagonale con finestre rotonde: uno per i segnali, uno per i cesti dei segnali e l'ultimo per le bandiere. Il diametro più piccolo dei tre piani più alti fa spazio a una terrazza al secondo piano. Nel 1889 fu eretto sul tetto un palo di ferro alto 13 metri. La torre fu in parte danneggiata dal terremoto del 1889 e successivamente restaurata. Attualmente ha un tetto in pietra e una scala in legno con 256 gradini.
Il fuoco era una minaccia importante per Istanbul e causò, nei secoli, numerosi disastri su larga scala, soprattutto perché la maggior parte delle case nei quartieri storici della Città Vecchia erano realizzate in legno. La torre di Beyazit, la torre di Galata e la torre del fuoco di İcadiye (sulla collina di Vaniköy) venivano utilizzate per avvistare le minacce di incendio e comunicare visivamente tra loro. L'intera Città Vecchia (Yedikule, Topkapı, Kocamustafapaşa, il quartiere intorno alla moschea di Fatih, Beyazit), lo spaccato dei distretti del Corno d'Oro Fener, Balat, Eminönü) e quelli del Bosforo (Tophane, Beşiktaş, Ortaköy), l'ingresso del Mar di Marmara (Üsküdar, Kadıköy) e persino le Isole dei Principi, a sud-est della città, erano nel raggio di avvistamento dalla Torre di Beyazit.
Il fuoco veniva segnalato di giorno abbassando cesti e di notte accendendo luci colorate. Il numero dei cesti o il numero e il colore delle luci indicavano il luogo, ovvero in quale quartiere di Istanbul era scoppiato l'incendio. In risposta, la Torre di Guardia di Icadiye, sul lato anatolico del Bosforo, sparava 7 salve per informare i cittadini dell'incendio. Fino al 1923 c'erano venti vigili del fuoco di stanza nella Torre di Beyazit. Nel 1997 la struttura è stata oggetto di un accurato restauro.
La torre di Beyazit è ancora in uso oggi come torre di avvistamento e per segnalare le previsioni del tempo e le informazioni sulla navigazione marittima alle navi sul Corno d'Oro di notte, ma ha perso la sua importanza con lo sviluppo di tecnologie di comunicazione avanzate. Recentemente, due vigili del fuoco in tre turni sono di stanza nella torre solo a scopo di sorveglianza. Dal 1972 è richiesto un permesso speciale per entrare nella torre.